# Kavarna
Kavarna (Каварна en est une ville située dans le nord-est de la Bulgarie, sur la mer Noire.

## Géographie

### Géographie physique
Kavarna est située dans l'est de la Bulgarie, à 490 km à l'est-nord-est de la capitale Sofia et à 55 km au nord-est de grande ville portuaire de Varna. La ville est le chef-lieu de la commune de Kavarna.
La ville a été bâtie à la limite du plateau calcaire de la Dobroudja, à 500 m en surplomb de la rive de la mer Noire. Une partie récente de la ville a été construite en contre-bas du plateau, à proximité immédiate de la mer.

### Géographie humaine
| 1926 | 1934  | 1946  | 1956  | 1965  | 1975   | 1985   | 1992   | 2001   |
| ---- | ----- | ----- | ----- | ----- | ------ | ------ | ------ | ------ |
| -    | 4 787 | 5 622 | 7 053 | 8 300 | 10 881 | 12 030 | 12 139 | 11 520 |

| 2011   | 2021   | 2022   | - | - | - | - | - | - |
| ------ | ------ | ------ | - | - | - | - | - | - |
| 11 481 | 10 426 | 10 216 | - | - | - | - | - | - |

,

## Histoire
Le premier habitat dont le nom est connu, Bizone, a été fondé sur le cap Chirakman, au nord-ouest du port vers le VIe siècle av. J.-C. Cette ville semble avoir été le lieu d'une cohabitation pacifique à l'époque hellénistique entre des Thraces et des Grecs. Durant la seconde moitié du Ier siècle av. J.-C., un séisme fit sombrer dans la mer une partie de la cité. A l'emplacement actuel du port, on retrouve des traces d'occupations romaines.

## Galerie

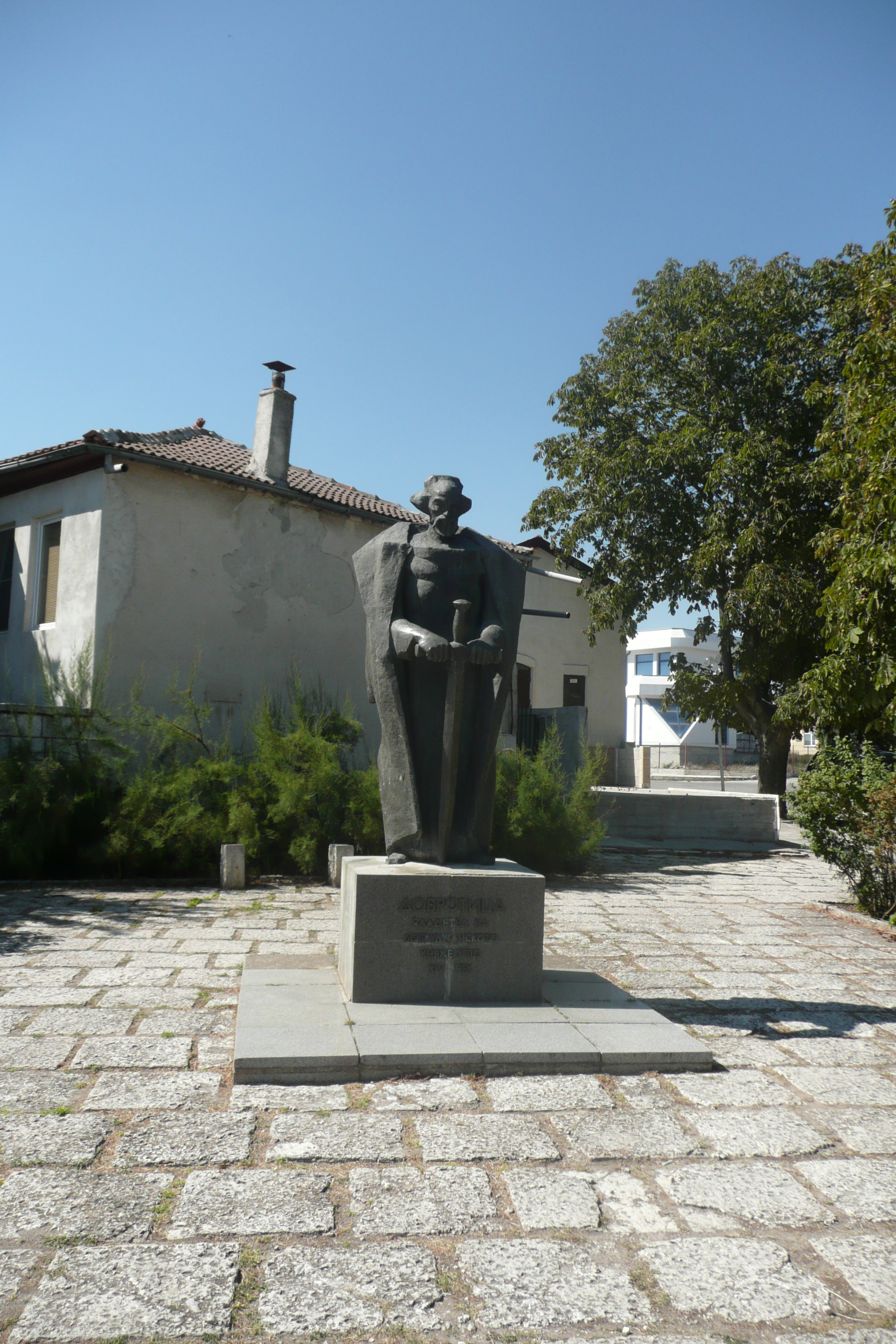
Monument dédié au despote Dobrotitsa
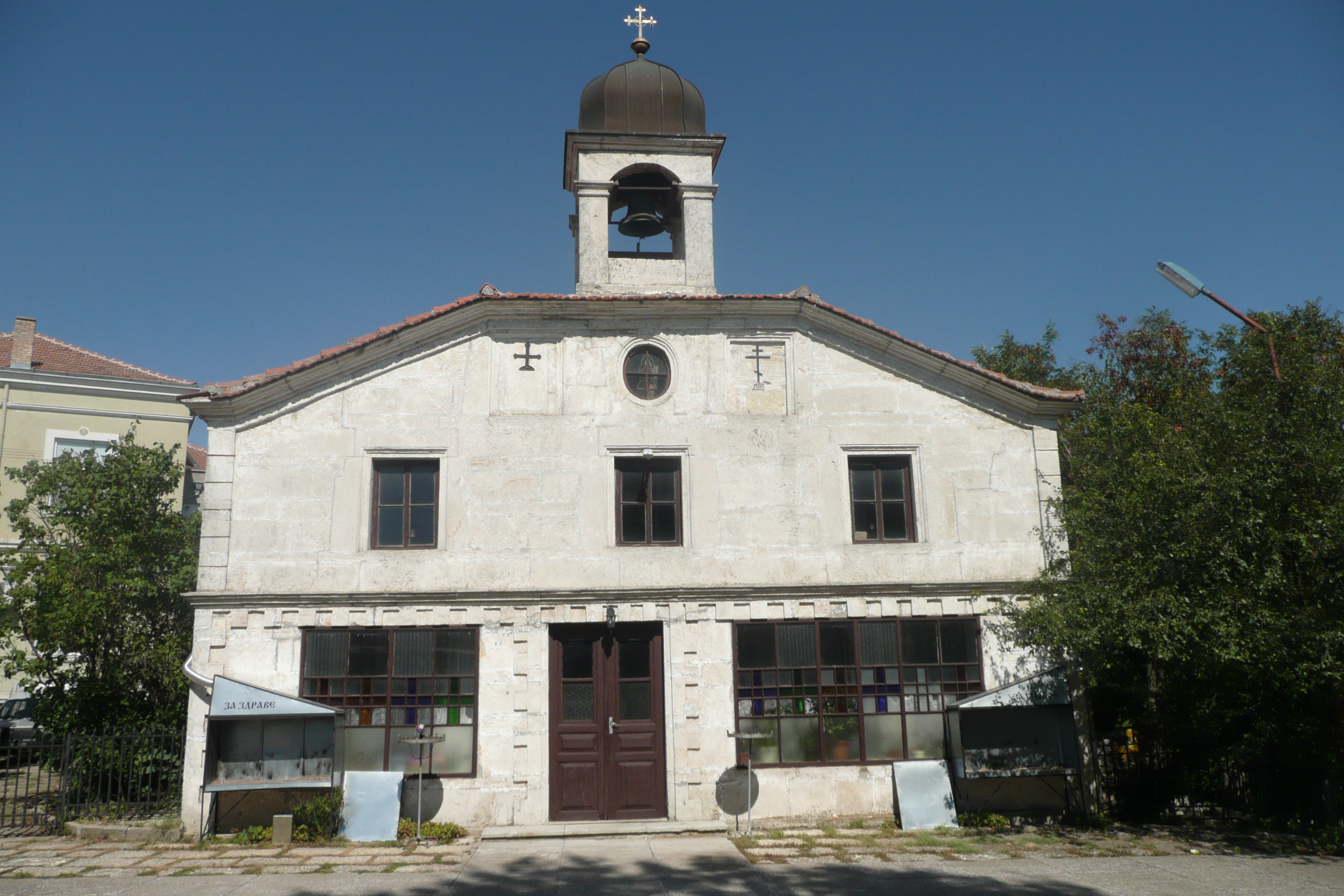
Église "Réussite de la Sainte Mère de Dieu" (1860)
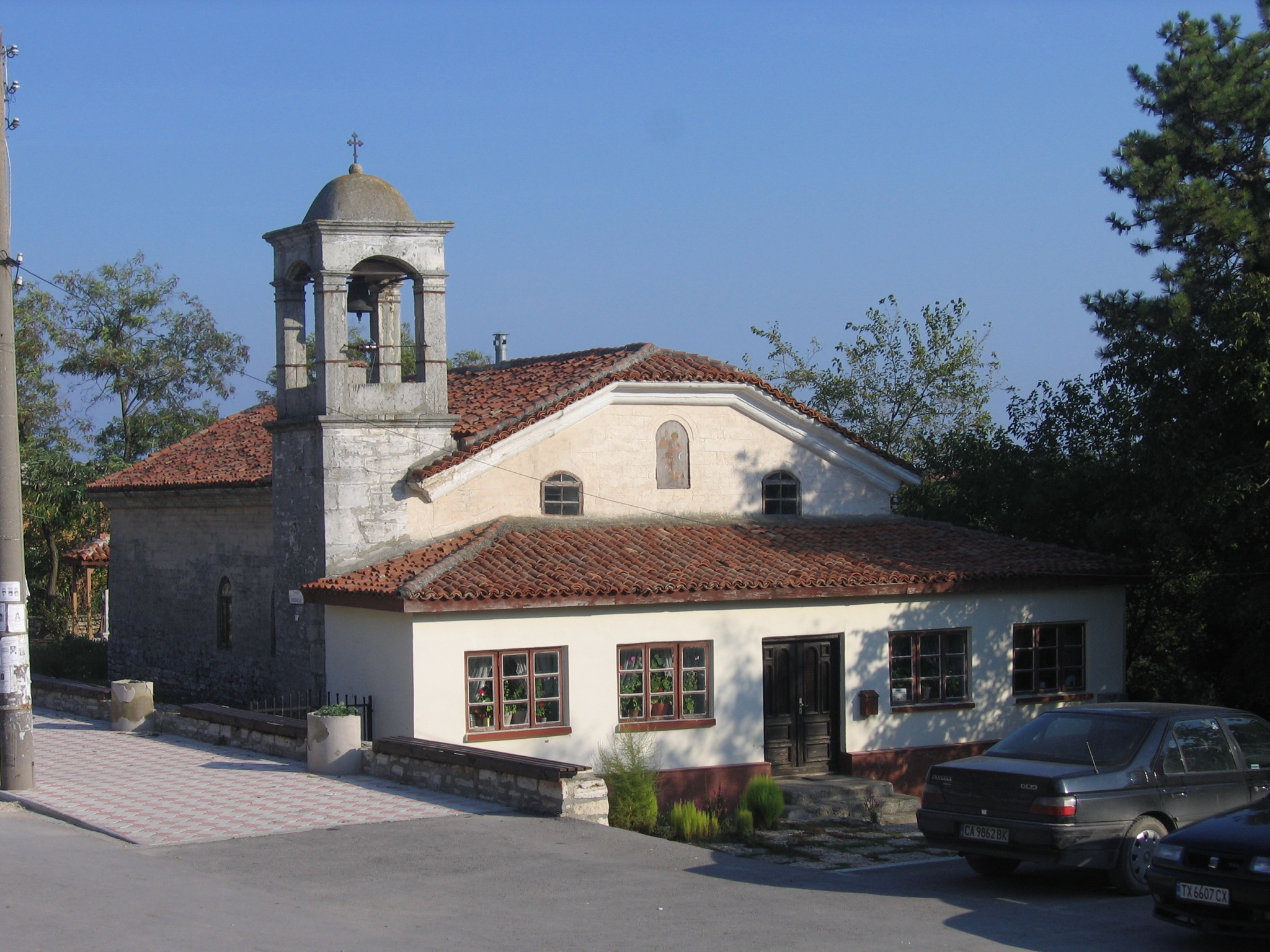
Église Saint-Georges
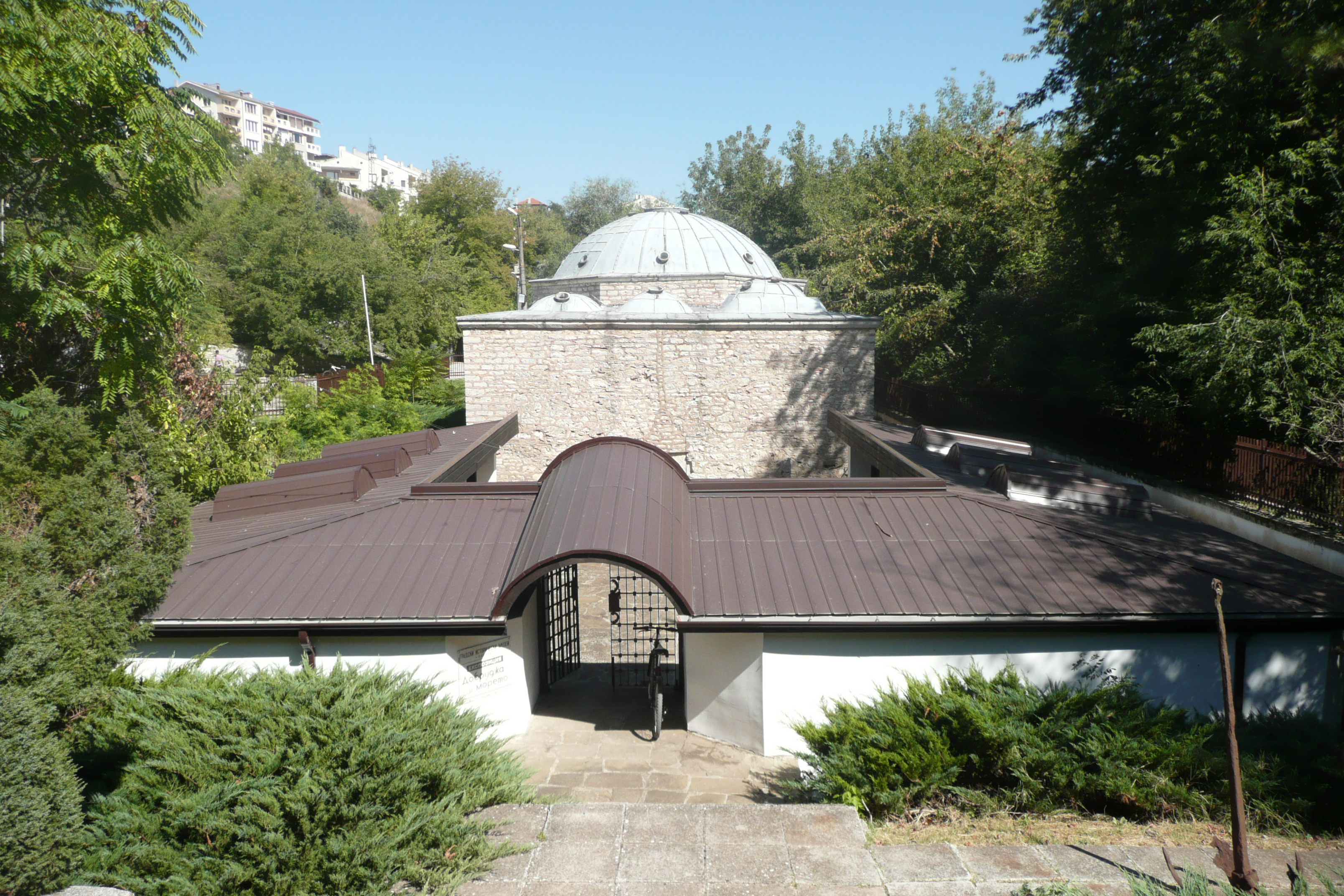
Le hammam turc
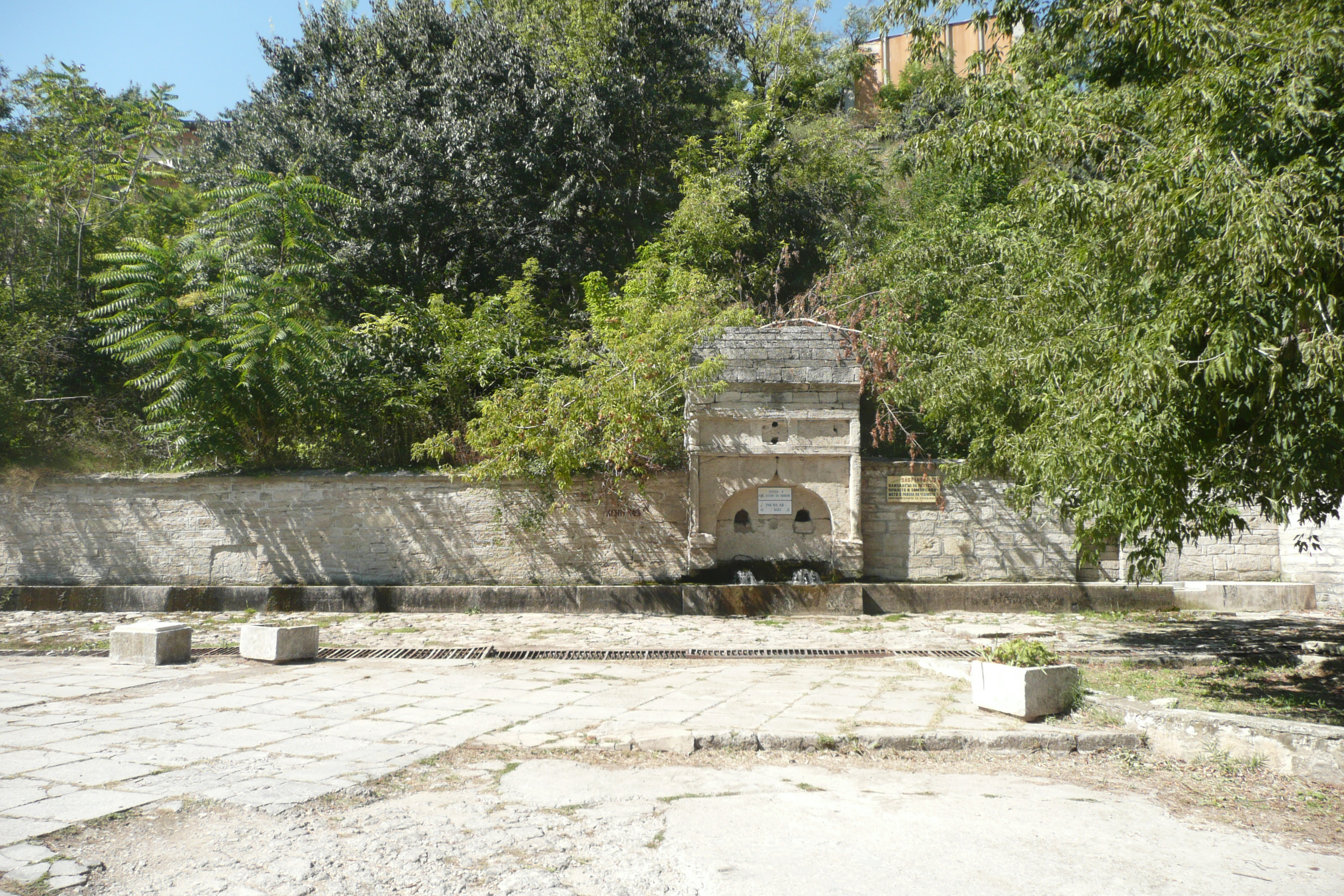
Fontaine de l'époque turque construite près du hammam